# III-divisioona 2015
La III-divisioona 2015 è stata la 5ª edizione (2ª a 11 giocatori) del campionato di football americano di quarto livello, organizzato dalla SAJL.

## Squadre partecipanti
| Club                   | Città     | Stadio | Sponsor ufficiale | Risultato nella stagione 2014 |
| ---------------------- | --------- | ------ | ----------------- | ----------------------------- |
| Helsinki Wolverines II | Helsinki  |        |                   |                               |
| Kotka Eagles           | Kotka     |        |                   |                               |
| Lahti Panthers         | Lahti     |        |                   |                               |
| Lohja Lions            | Lohja     |        |                   |                               |
| Nokia Ghosthunters     | Nokia     |        |                   |                               |
| Pori Bears             | Pori      |        |                   |                               |
| Rovaniemi Nordmen      | Rovaniemi |        |                   |                               |
| Sipoo Bulldogs         | Sipoo     |        |                   |                               |
| Vaasa Vikings          | Vaasa     |        |                   |                               |

## Stagione regolare

### Calendario

#### Anticipi 1
| Pori 15 maggio 2015, ore 19:00 | Pori Bears | 44 – 7 | Vaasa Vikings | Urheilukeskus keinonurmi |

| Kotka 16 maggio 2015, ore 13:00 | Kotka Eagles | 7 – 21 | Nokia Ghosthunters | Karhulan keskuskenttä |

#### 1ª giornata
| Lohja 23 maggio 2015, ore 12:00 | Lohja Lions | 14 – 12 | Rovaniemi Nordmen | Harjun urheilukeskus |

| Nokia 23 maggio 2015, ore 17:00 | Nokia Ghosthunters | 41 – 8 | Sipoo Bulldogs | Menkalan keinonurmi |

| Helsinki 23 maggio 2015, ore 18:00 | Helsinki Wolverines II | 28 – 22 | Lahti Panthers | Brahen kenttä |

#### 2ª giornata
| Kotka 6 giugno 2015, ore 13:00 | Kotka Eagles | 34 – 0 | Rovaniemi Nordmen | Puistolan urheilukenttä |

| Sipoo 6 giugno 2015, ore 14:00 | Sipoo Bulldogs | 14 – 0 | Vaasa Vikings | Söderkullan kenttä |

| Helsinki 6 giugno 2015, ore 18:00 | Helsinki Wolverines II | 0 – 35 | Nokia Ghosthunters | Brahen kenttä |

| Pori 7 giugno 2015, ore 16:00 | Pori Bears | 42 – 0 | Lohja Lions | Urheilukeskus keinonurmi |

#### 3ª giornata
| Kotka 13 giugno 2015, ore 13:00 | Kotka Eagles | 24 – 0 | Helsinki Wolverines II | Puistolan urheilukenttä |

| Lahti 13 giugno 2015, ore 13:00 | Lahti Panthers | 7 – 13 | Sipoo Bulldogs | Mukkulan keinonurmi |

| Korsholm 13 giugno 2015, ore 14:00 | Vaasa Vikings | 33 – 18 | Lohja Lions | Botniahallin ulkokeinonurmi |

| Nokia 13 giugno 2015, ore 16:00 | Nokia Ghosthunters | 14 – 17 | Pori Bears | Menkalan keinonurmi |

#### 4ª giornata
| Sipoo 27 giugno 2015, ore 14:00 | Sipoo Bulldogs | 13 – 20 | Lohja Lions | Söderkullan kenttä |

| Rovaniemi 27 giugno 2015, ore 14:00 | Rovaniemi Nordmen | 13 – 0 | Lahti Panthers | Susivouti |

| Pori 28 giugno 2015, ore 16:00 | Pori Bears | 65 – 0 | Helsinki Wolverines II | Urheilukeskus keinonurmi |

#### 5ª giornata
| Helsinki 4 luglio 2015, ore 12:00 | Helsinki Wolverines II | 8 – 30 | Rovaniemi Nordmen | Brahen kenttä |

| Lohja 4 luglio 2015, ore 12:00 | Lohja Lions | 6 – 41 | Kotka Eagles | Harjun urheilukeskus |

| Lahti 4 luglio 2015, ore 13:00 | Lahti Panthers | 18 – 26 | Vaasa Vikings | Lahden kisapuisto |

| Sipoo 4 luglio 2015, ore 14:00 | Sipoo Bulldogs | 0 – 21 | Pori Bears | Söderkullan kenttä |

#### 6ª giornata
| Korsholm 11 luglio 2015, ore 14:00 | Vaasa Vikings | 6 – 12 | Helsinki Wolverines II | Botniahallin ulkokeinonurmi |

| Rovaniemi 11 luglio 2015, ore 14:00 | Rovaniemi Nordmen | 28 – 6 | Sipoo Bulldogs | Susivouti |

| Nokia 11 luglio 2015, ore 16:00 | Nokia Ghosthunters | 40 – 10 | Lahti Panthers | Menkalan keinonurmi |

| Pori 12 luglio 2015, ore 16:00 | Pori Bears | 42 – 13 | Kotka Eagles | Urheilukeskus keinonurmi |

#### 7ª giornata
| Kotka 17 luglio 2015, ore 18:00 | Kotka Eagles | 63 – 13 | Lahti Panthers | Puistolan urheilukenttä |

| Oulu 18 luglio 2015, ore 14:00 | Vaasa Vikings | 6 – 56 | Rovaniemi Nordmen | Heinäpään urheilukeskus |

| Lohja 19 luglio 2015, ore 12:00 | Lohja Lions | 14 – 7 | Nokia Ghosthunters | Harjun urheilukeskus |

| Helsinki 19 luglio 2015, ore 18:00 | Helsinki Wolverines II | 6 – 14 | Sipoo Bulldogs | Brahen kenttä |

#### Anticipi 2
| Rovaniemi 25 luglio 2015, ore 16:00 | Rovaniemi Nordmen | 7 – 18 | Pori Bears | Susivouti |

#### 8ª giornata
| Lohja 1º agosto 2015, ore 12:00 | Lohja Lions | 24 – 0 | Helsinki Wolverines II | Harjun urheilukeskus |

| Korsholm 1º agosto 2015, ore 14:00 | Vaasa Vikings | 0 – 76 | Kotka Eagles | Botniahallin ulkokeinonurmi |

| Rovaniemi 1º agosto 2015, ore 14:00 | Rovaniemi Nordmen | 17 – 20 | Nokia Ghosthunters | Susivouti |

| Lahti 2 agosto 2015, ore 13:00 | Lahti Panthers | 19 – 41 | Pori Bears | Lahden kisapuisto |

#### 9ª giornata
| Lohja 8 agosto 2015, ore 12:00 | Lahti Panthers | 7 – 35 | Lohja Lions | Harjun urheilukeskus |

| Sipoo 8 agosto 2015, ore 14:00 | Sipoo Bulldogs | 0 – 29 | Kotka Eagles | Söderkullan kenttä |

| Nokia 9 agosto 2015, ore 15:00 | Nokia Ghosthunters | 57 – 0 | Vaasa Vikings | Menkalan keinonurmi |

### Classifica
La classifica della regular season è la seguente:
- PCT = percentuale di vittorie, G = partite giocate, V = partite vinte,  P = partite perse, PF = punti fatti, PS = punti subiti

| Pos. | Squadra                | PCT   | G | V | N | P | PF  | PS  |
| ---- | ---------------------- | ----- | - | - | - | - | --- | --- |
| 1    | Pori Bears             | 1.000 | 8 | 8 | 0 | 0 | 290 | 60  |
| 2    | Nokia Ghosthunters     | 750   | 8 | 6 | 0 | 2 | 235 | 73  |
| 3    | Kotka Eagles           | .750  | 8 | 6 | 0 | 2 | 312 | 88  |
| 4    | Lohja Lions            | .625  | 8 | 5 | 0 | 3 | 131 | 155 |
| 5    | Rovaniemi Nordmen      | .625  | 8 | 5 | 0 | 3 | 176 | 86  |
| 6    | Sipoo Bulldogs         | .375  | 8 | 3 | 0 | 5 | 74  | 177 |
| 7    | Helsinki Wolverines II | .375  | 8 | 2 | 0 | 6 | 54  | 220 |
| 8    | Vaasa Vikings          | .250  | 8 | 2 | 0 | 6 | 78  | 295 |
| 9    | Lahti Panthers         | .000  | 8 | 0 | 0 | 8 | 96  | 259 |

## Playoff

### Tabellone
|  | Wild Card | Wild Card         | Wild Card          |                    |            | Semifinali | Semifinali | Semifinali |  |  | II Tinamalja | II Tinamalja | II Tinamalja |  |
|  |           |                   |                    |                    |            |            |            |            |  |  |              |              |              |  |
|  |           |                   |                    |                    |            | 1          | Pori Bears | 27         |  |  |              |              |              |  |
|  |           |                   |                    |                    |            | 1          | Pori Bears | 27         |  |  |              |              |              |  |
|  |           |                   |                    | Rovaniemi Nordmen  | 19         |            |            |            |  |  |              |              |              |  |
|  | 4         | Lohja Lions       | 6                  | Rovaniemi Nordmen  | 19         |            |            |            |  |  |              |              |              |  |
|  | 4         | Lohja Lions       | 6                  |                    |            |            |            |            |  |  |              |              |              |  |
|  | 5         | Rovaniemi Nordmen | 12 o.t.            |                    |            |            |            |            |  |  |              |              |              |  |
|  | 5         | Rovaniemi Nordmen | 12 o.t.            |                    | Pori Bears | Pori Bears | 26         |            |  |  |              |              |              |  |
|  |           |                   |                    |                    |            |            |            |            |  |  |              |              |              |  |
|  |           |                   | Nokia Ghosthunters | Nokia Ghosthunters | 12         |            |            |            |  |  |              |              |              |  |
|  |           |                   |                    | Nokia Ghosthunters | 12         |            |            |            |  |  |              |              |              |  |
|  |           |                   |                    |                    |            |            |            |            |  |  |              |              |              |  |
|  |           |                   |                    |                    |            |            |            |            |  |  |              |              |              |  |
|  |           | 2                 | Nokia Ghosthunters | 32                 |            |            |            |            |  |  |              |              |              |  |
|  |           |                   |                    | 32                 |            |            |            |            |  |  |              |              |              |  |
|  |           |                   |                    | Kotka Eagles       | 6          |            |            |            |  |  |              |              |              |  |
|  | 3         | Kotka Eagles      | 36                 | Kotka Eagles       | 6          |            |            |            |  |  |              |              |              |  |
|  | 3         | Kotka Eagles      | 36                 |                    |            |            |            |            |  |  |              |              |              |  |
|  | 6         | Sipoo Bulldogs    | 6                  |                    |            |            |            |            |  |  |              |              |              |  |

### Wild Card
| Kotka 14 agosto 2015, ore 19:00 | Kotka Eagles | 36 – 6 | Sipoo Bulldogs | Karhulan keskuskenttä |

| Lohja 15 agosto 2015, ore 18:00 | Lohja Lions | 6 – 12 (d.t.s.) | Rovaniemi Nordmen | Harjun urheilukeskus |

### Semifinali
| Nokia 22 agosto 2015, ore 17:30 | Nokia Ghosthunters | 12 – 7 | Kotka Eagles | Menkalan keinonurmi |

| Pori 23 agosto 2015, ore 16:00 | Pori Bears | 49 – 0 | Rovaniemi Nordmen | Urheilukeskus keinonurmi |

### II Tinamalja
| Pori 29 agosto 2015, ore 16:00 | Pori Bears | 26 – 12 | Nokia Ghosthunters | Urheilukeskus keinonurmi |

## Verdetti
- Pori Bears Vincitori del Tinamalja 2015